# Erik Martin

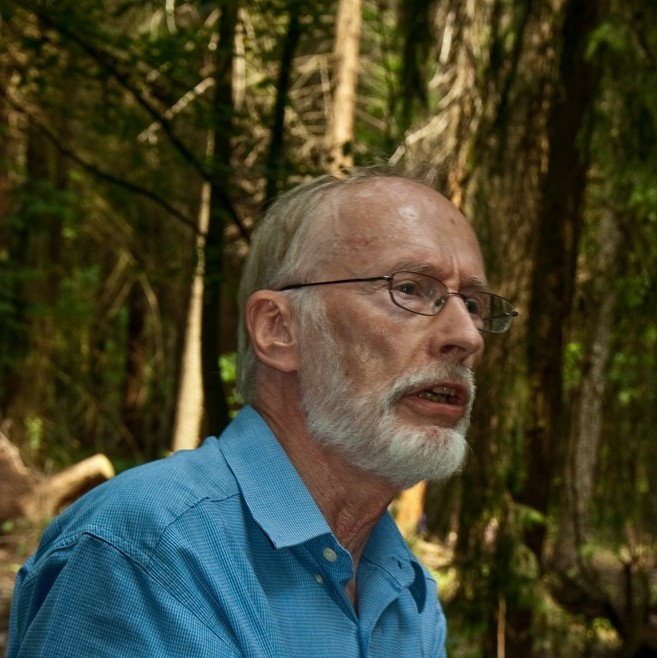
Erik Martin (2010)

Erik Martin (* 12. Januar 1936 in Neuss; † 25. April 2017) war ein deutscher Autor, Liedermacher und Herausgeber.

## Leben
Erik Martin wuchs in Kaldenkirchen als erstgeborener Sohn des Zahnarzt- und Dendrologenehepaars Illa und Ernst J. Martin auf. Die Sachverständige und Wertermittlungs-Expertin für Bäume und Sträucher Helge Breloer war seine Schwester. Er besuchte das Aloisiuskolleg in Bad Godesberg und machte sein Abitur auf dem Gymnasium Thomaeum in Kempen. Nach seinem Studium in Aachen war er längere Zeit in Viersen als Deutsch- und Biologielehrer tätig. Er legte Schulgärten an und führte zusammen mit der Deutschen Waldjugend Naturschutzprojekte durch, so z. B. ein Fledermaus-Wiederansiedlungsprogramm im Kaldenkirchener Grenzwald. Für seine Verdienste um den Naturschutz und sein Jugendbuch Fjellwanderung erhielt er 1997 den Klaus-Gundelach-Preis der Schutzgemeinschaft Deutscher Wald.

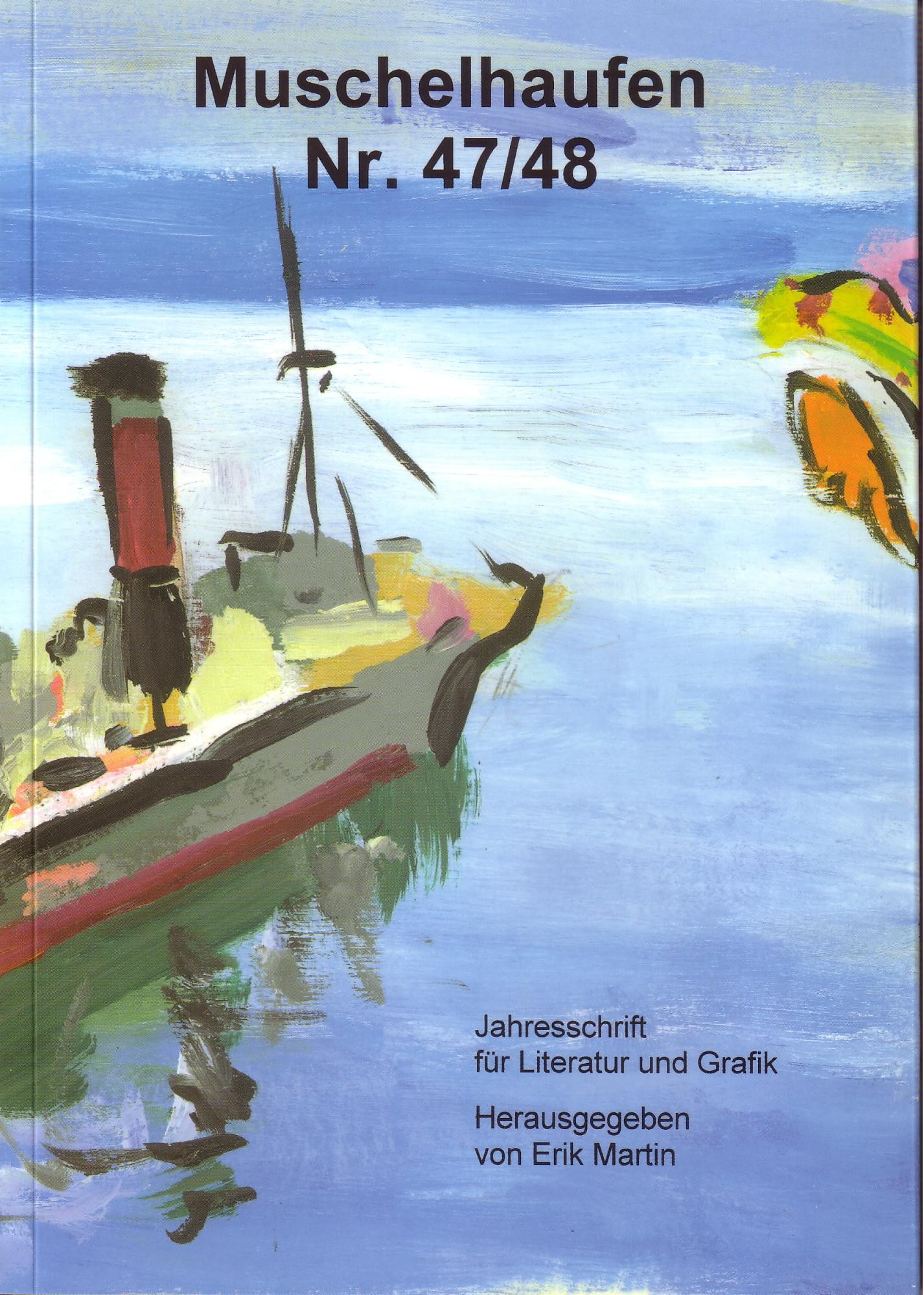
Muschelhaufen-Cover (2007/2008)

Von 1969 bis 2008 war Martin (mit einer zwölfjährigen Unterbrechung) Herausgeber und Schriftleiter des Muschelhaufen, einer Jahresschrift für Literatur und Grafik. Darin gab er u. a. bereits in Vergessenheit geratenen Autoren (z. B. Albert Vigoleis Thelen, Margot Scharpenberg und Fritz Graßhoff) in ausführlichen Sonderteilen Raum und neue Bewertungen. Renommierte Autoren wie Günter Kunert, Siegfried Lenz, Annemarie Schimmel oder Ernst Jandl stellten ihm Erstveröffentlichungen zur Verfügung. Martin befasste sich intensiv mit dem Werk des Schriftstellers Werner Helwig, über den er wichtige Veröffentlichungen schrieb.
Martins Lieder werden intensiv von Gruppen der Bündischen Jugend und der deutschen Pfadfinderbewegung gesungen. Er verfasste unter anderem die Lieder Wenn der Abend naht und Der Piet am Galgen. Martin führte selbst lange Zeit unter dem Fahrtennamen Mac Gruppen, die zu dieser Bewegung gehörten, war einige Jahre Mitarbeiter der Zeitschrift der eisbrecher und stand der Deutschen Waldjugend nahe, für die er auch mit einigen Publikationen tätig war. Die Waldjugend brachte zwei CDs mit seinen Liedern heraus.
Erik Martin war Mitglied der Arbeitsgemeinschaft Burg Waldeck. Seit 2011 leitete er dendrologische Führungen durch das Arboretum Sequoiafarm Kaldenkirchen. Er war verheiratet, hatte zwei Söhne und lebte in Viersen-Dülken.

## Werke

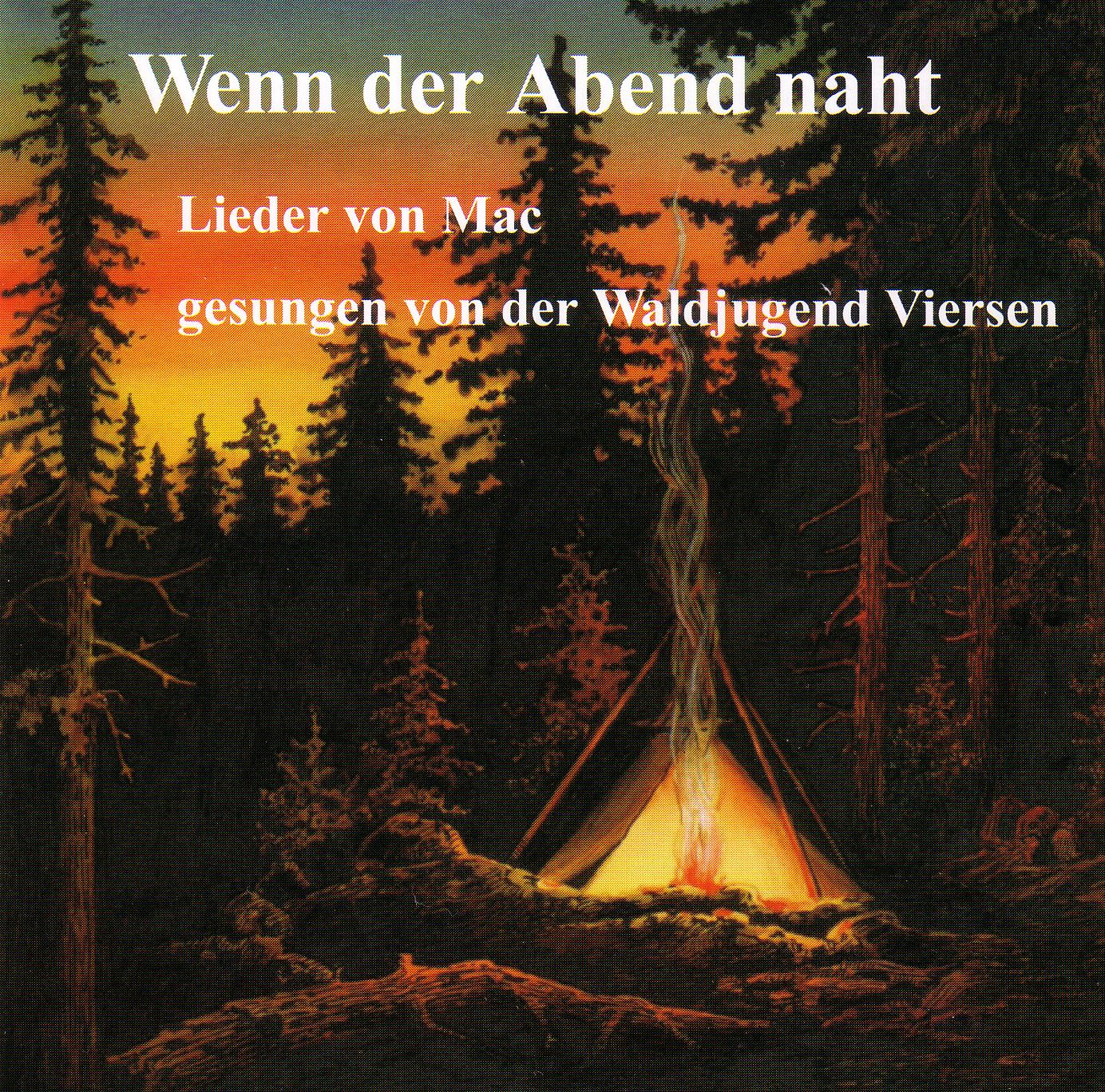
CD-Cover Wenn der Abend naht

- Macs Fahrtenbuch. Muschelhaufen-Verlag. Viersen 1971.
- Vom Singen in den Gruppen. Bundesverband der DWJ, Hemer 1981
- Waldläuferheft für Nordlandfahrer und Liederfreunde. DWJ, Hemer 1982.
- Liederblätter deutscher Jugend. Heft 27. Südmarkverlag, Heidenheim 1984, ISSN 0342-4820
- Fjellwanderung. Südmarkverlag, Heidenheim 1986, ISBN 3-88258-094-1.
- Das kleine Grenzwaldbuch (= Muschelhaufen 24/25). Viersen 1987/88, ISSN 0085-3593
- Werner Helwig. Sonderausgabe Muschelhaufen Nr. 26A. Viersen 1991, ISSN 0085-3593
- Die schwierigen Jahre. Corvinus Presse, Berlin 1995, ISBN 3-910172-31-8.
- Etwas andere Geschichten zum Vorlesen (Hrsg.). Bundesverband der DWJ, Hemer 1996.
- CD: Wenn der Abend naht. Lieder von Mac. Viersen 1996 und 2000
- CD: Heut wird die Hexe verbrannt. Klaus-Gundelach-Fonds, Wachtendonk 2006